# Livingston Award
Der Livingston Award ist ein US-amerikanischer Journalistenpreis, der jährlich an drei Medienschaffende unter 35 Jahren für lokale, nationale und internationale Berichterstattung verliehen wird. Der Preis wurde als Pulitzer für Nachwuchsjournalisten (Pulitzer-Preis) beschrieben.
Vergeben werden die Preise für die Berichterstattung in Radio und Fernsehen, Print und Online-Journalismus. Die Auszeichnungen werden jährlich in New York vergeben. Sie sind mit je 10.000 US-Dollar dotiert.